# أليكس هاميل (لاعب كرة قدم)
أليكس هاميل (بالإنجليزية: Alex Hamill)‏ (1912 في المملكة المتحدة - ) هو لاعب كرة قدم بريطاني في مركز نصف الجناح. لعب مع نادي بارنسلي.